# حفره غشایی

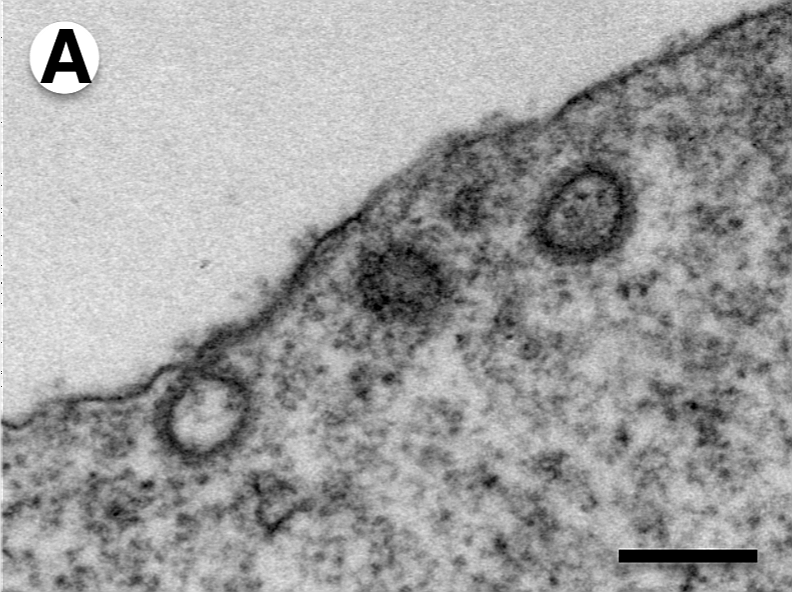
تصویری از حفره غشایی (ابعاد:۲۰۰نانومتر)

حفرهٔ غشایی (انگلیسی: Caveolae) گوده یا فرورفتگی کوچک در غشای یاخته است که در نتیجهٔ بیگانه‌خواری تشکیل می‌شود و سپس بسته می‌شود.
غشای سلولی یاخته‌های درون‌پوش (اندوتلیال) حاوی بخش بزرگی از یک ساختار با نام حفره غشایی است. حفره‌های غشایی، «چربی‌های شناور» هستند و به عنوان یکی از دروازه‌بانان سلول‌ها عمل می‌کنند.